# قائمة الدول حسب المتحدثين باللغة الكردية
هذه قائمة تضم دول العالم مرتبة حسب عدد المتحدثين باللغة الكردية.

## المتحدثين بالكردية فيغرب آسيا
| الرتبة | الدولة   | العدد التقريبي | تعليق         |
| ------ | -------- | -------------- | ------------- |
| 1      | تركيا    | 20,000,000     | [ 1 ]         |
| 2      | إيران    | 8.500.000      | [ 2 ]         |
| 3      | العراق   | 8.000.000      | [بحاجة لمصدر] |
| 4      | سوريا    | 2.000.000      | [ 3 ]         |
| 5      | أذربيجان | 150.000        | [ 4 ]         |
| 6      | أرمينيا  | 100.000        | [ 4 ] [ 5 ]   |
| 7      | لبنان    | 90.000         | [ 4 ]         |
| 8      | جورجيا   | 60.000         | [ 4 ]         |

## المتحدثين بالكردية في أوروبا
- تتراوح الأعداد الكلية تقريباً بين 850.000[4][6] و 1.300.000[7]

| الرتبة | الدولة          | العدد التقريبي الأدنى. | العدد التقريبي الأقصى. | تعليق       |
| ------ | --------------- | ---------------------- | ---------------------- | ----------- |
| 1      | ألمانيا         | 600.000                | 800.000                |             |
| 2      | فرنسا           | 100.000                | 150.000                | [ 8 ]       |
| 3      | المملكة المتحدة | 20.000                 | 100.000                |             |
| 4      | السويد          | 25.000                 | 100.000                |             |
| 5      | هولندا          | 70.000                 | 80.000                 | [ 4 ] [ 7 ] |
| 6      | سويسرا          | 60.000                 | 70.000                 | [ 4 ] [ 7 ] |
| 7      | النمسا          | 50.000                 | 60.000                 | [ 4 ] [ 7 ] |
| 8      | اليونان         | 20,000                 | 25.000                 | [ 4 ] [ 7 ] |
| 9      | بلجيكا          | 10.000                 | 60.000                 |             |
| 10     | الدنمارك        | 8.000                  | 10.000                 | [ 4 ] [ 7 ] |
| 11     | النرويج         | 4.000                  | 5.000                  | [ 4 ] [ 7 ] |
| 12     | إيطاليا         | 3.000                  | 4.000                  | [ 4 ] [ 7 ] |
| 13     | فنلندا          | 2.000                  | 3.000                  | [ 4 ] [ 7 ] |

## المتحدثون بالكردية في أمريكا الشمالية
- تتراوح الأرقام التقريبية بين 21.000 إلى 26.000.[4][7]

| الرتبة | الدولة           | العدد التقريبي الأدنى. | العدد التقريبي الأقصى. | تعليق       |
| ------ | ---------------- | ---------------------- | ---------------------- | ----------- |
| 1      | الولايات المتحدة | 15.000                 | 20.000                 | [ 4 ] [ 7 ] |
| 1      | كندا             | 6.000                  | 6.000                  | [ 4 ] [ 7 ] |

## المتحدثون بالكردية في أستراليا
| الرتبة | الدولة   | العدد التقريبي الأدنى. | العدد التقريبي الأقصى. | تعليق         |
| ------ | -------- | ---------------------- | ---------------------- | ------------- |
| 1      | أستراليا | 10.000                 | 15.000                 | [بحاجة لمصدر] |